# Walther Lambert
Walther Lambert (* 30. Juni 1908 in Ludwigsburg; † 15. Februar 1987 in Stuttgart) war ein deutscher Verkehrswissenschaftler und Ordinarius für Eisenbahn- und Verkehrswesen der Technischen Hochschule Stuttgart.

## Werdegang
Walther Lambert studierte Bauingenieurwesen an der TH Stuttgart, anschließend begann er seine Berufstätigkeit bei der Deutschen Reichsbahn. Diese ordnete ihn bis 1938 als wissenschaftlichen Assistenten zu Carl Pirath an die TH Stuttgart ab. Es folgten Stationen im Vorstand des Betriebsamts Aachen und als Betriebsdezernent der Reichsbahndirektion in Köln. Von 1948 bis 1950 arbeitete er erneut als wissenschaftlicher Assistent an der TH Stuttgart, bevor er von 1951 an Planungsdezernent der Bundesbahndirektion Stuttgart und insbesondere mit dem Projekt der S-Bahn Stuttgart betraut war. In dieser Zeit wurde er auch mit der Dissertation Die vertikale Auflockerung des Großstadtverkehrs – ein Raum- und Kostenproblem der schienengebundenen Verkehrsmittel zum Doktor promoviert. 1955 wurde er als Nachfolger Piraths Professor für Eisenbahn- und Verkehrswesen der TH Stuttgart und Direktor des Verkehrswissenschaftlichen Instituts an der TH Stuttgart. Beides blieb er bis 1975.
Er war seit 1927 Mitglied der katholischen Studentenverbindung AV Alania Stuttgart im CV.

## Werkauswahl
Mit dem Namen Walther Lambert sind insbesondere elf Forschungshefte des (heutigen) Verkehrswissenschaftlichen Instituts Stuttgart verbunden. Diese befassen sich u. a. mit Hubschrauberverkehr, Großschifffahrt auf dem Hochrhein, Postbeförderung in Großstädten, P+R und Reisezeitvergleichen.
1. Ölfernleitungen in verkehrswirtschaftlicher Sicht. Verlag Springer, 1962 (mit Dietrich Meyer)
2. Nahverkehrsbahnen der Grosstädte; Raum und Kostenprobleme der vertikalen Auflockerung: Raum und Kostenprobleme der vertikalen Auflockerung. Verlag Springer, 1956
3. Anbindung der Verkehrsflughäfen in der Bundesrepublik Deutschland an öffentliche Schnellverkehrsnetze. 1969
4. Verkehrswirtschaftliche Untersuchung über die Auswirkungen der neuen Raffinerien in Süd- und Südwestdeutschland und im Elsass auf die künftige Entwicklung des Transports von Mineralölfertigprodukten im Lande Baden-Württemberg. 1964
5. Die vertikale Auflockerung des Großstadtverkehrs ein Raum- und Kostenproblem für das Schienengebundene Verkehrsmittel. 1956
6. Verkehrswirtschaftliche Fragen des Nahluftverkehrs. 1960
7. Der Verkehr in der europäischen Wirtschaftsgemeinschaft. 1961
8. Bedarf und Aussichten eines Nahluftverkehrs im Südwestdeutschen Raum: Untersuchung. 1963 (mit Erwin Skubinna)
9. Wirtschaftlichkeit des Hubschraubers: Einfluss der Zuladungskapazität und Fluggeschwindigkeit auf die Wirtschaftlichkeit von Hubschraubern. 1959 (mit Erwin Skubinna, Helmuth Brusberg)